# 卡诺莎
卡诺莎，（義大利語：Canossa），是意大利雷焦艾米利亚省的一个市镇，因卡诺莎城堡而著称。1077年神圣罗马帝国帝国皇帝亨利四世，赤脚在雪地里站立了三天，恳求教皇格里高利七世饶恕他，史称“卡诺莎之行”。